# Alemania Occidental en los Juegos Olímpicos de Los Ángeles 1984
Alemania Occidental estuvo representada en los Juegos Olímpicos de Los Ángeles 1984 por un total de 390 deportistas que compitieron en 25 deportes.  
El portador de la bandera en la ceremonia de apertura fue el regatista Wilhelm Kuhweide.

## Medallistas
El equipo olímpico alemán obtuvo las siguientes medallas:
| Nombre                                                                                                 | Deporte             | Competición                     |
| --- | ------------------- | ------------------------------- |
| Oro |                     |                                 |
| Dietmar Mögenburg                                                                                      | Atletismo           | Salto de altura M               |
| Rolf Danneberg                                                                                         | Atletismo           | Disco M                         |
| Ulrike Meyfarth                                                                                        | Atletismo           | Salto de altura F               |
| Claudia Losch                                                                                          | Atletismo           | Peso F                          |
| Fredy Schmidtke                                                                                        | Ciclismo en pista   | 1000 m contrarreloj M           |
| Elmar Borrmann Volker Fischer Gerhard Heer Rafael Nickel Alexander Pusch                               | Esgrima             | Espada por eqs. M               |
| Sabine Bischoff Zita-Eva Funkenhauser Cornelia Hanisch Christiane Weber Ute Wessel                     | Esgrima             | Florete por eqs. F              |
| Karl-Heinz Radschinsky                                                                                 | Halterofilia        | 75 kg M                         |
| Rolf Milser                                                                                            | Halterofilia        | 100 kg M                        |
| Reiner Klimke (Ahlerich)                                                                               | Hípica              | Doma ind.                       |
| Reiner Klimke (Ahlerich) Uwe Sauer (Montevideo) Herbert Krug (Muscadeur)                               | Hípica              | Doma por eqs.                   |
| Frank Wieneke                                                                                          | Judo                | –78 kg M                        |
| Pasquale Passarelli                                                                                    | Lucha grecorromana  | 57 kg M                         |
| Michael Groß                                                                                           | Natación            | 200 m libre M                   |
| Michael Groß                                                                                           | Natación            | 100 m mariposa M                |
| Ulrich Eicke                                                                                           | Piragüismo          | C1 1000 m M                     |
| Michael Dürsch Albert Hedderich Raimund Hörmann Dieter Wiedenmann                                      | Remo                | Cuatro scull (M4x) M            |
| Plata                                                                                                  |                     |                                 |
| Karl-Hans Riehm                                                                                        | Atletismo           | Martillo M                      |
| Jürgen Hingsen                                                                                         | Atletismo           | Decatlón M                      |
| Equipo                                                                                                 | Balonmano           | Torneo M                        |
| Rolf Gölz                                                                                              | Ciclismo en pista   | Persecución ind. M              |
| Uwe Messerschmidt                                                                                      | Ciclismo en pista   | Carrera por puntos M            |
| Matthias Behr                                                                                          | Esgrima             | Florete ind. M                  |
| Frank Beck Matthias Behr Matthias Gey Harald Hein Klaus Reichert                                       | Esgrima             | Florete por eqs. M              |
| Cornelia Hanisch                                                                                       | Esgrima             | Florete ind. F                  |
| Equipo                                                                                                 | Hockey sobre hierba | Torneo M                        |
| Equipo                                                                                                 | Hockey sobre hierba | Torneo F                        |
| Markus Scherer                                                                                         | Lucha grecorromana  | 48 kg M                         |
| Martin Knosp                                                                                           | Lucha libre         | 74 kg M                         |
| Michael Groß                                                                                           | Natación            | 200 m mariposa M                |
| Thomas Fahrner Michael Groß Dirk Korthals Alexander Schowtka                                           | Natación            | 4 × 200 m libre M               |
| Ina Beyermann Ute Hasse Svenja Schlicht Karin Seick                                                    | Natación            | 4 × 100 m estilos F             |
| Barbara Schüttpelz                                                                                     | Piragüismo          | K1 500 m F                      |
| Peter-Michael Kolbe                                                                                    | Remo                | Scull ind. (M1x) M              |
| Ulrike Holmer                                                                                          | Tiro                | Rifle en tres posiciones 50 m F |
| Joachim Griese Michael Marcour                                                                         | Vela                | Star M                          |
| Bronce                                                                                                 |                     |                                 |
| Harald Schmid                                                                                          | Atletismo           | 400 m vallas M                  |
| Klaus Ploghaus                                                                                         | Atletismo           | Martillo M                      |
| Siegfried Wentz                                                                                        | Atletismo           | Decatlón M                      |
| Gaby Bußmann Heide-Elke Gaugel Heike Schulte-Mattler Ute Thimm                                         | Atletismo           | 4 × 400 m F                     |
| Sabine Everts                                                                                          | Atletismo           | Heptatlón F                     |
| Manfred Zielonka                                                                                       | Boxeo               | Súperwelter (71 kg) M           |
| Reinhard Alber Rolf Gölz Roland Günther Michael Marx                                                   | Ciclismo en pista   | Persecución por eqs. M          |
| Sandra Schumacher                                                                                      | Ciclismo en ruta    | Ruta ind. F                     |
| Regina Weber                                                                                           | Gimnasia rítmica    | Concurso completo ind. F        |
| Manfred Nerlinger                                                                                      | Halterofilia        | +110 kg M                       |
| Paul Schockemöhle (Deister) Peter Luther (Livius) Franke Sloothaak (Farmer) Fritz Ligges (Ramzes)      | Hípica              | Saltos por eqs.                 |
| Bettina Overesch (Peacetime) Burkhard Tesdorpf (Freedom) Claus Erhorn (Lady) Dietmar Hogrefe (Foliant) | Hípica              | Concurso completo por eqs.      |
| Günther Neureuther                                                                                     | Judo                | –95 kg M                        |
| Arthur Schnabel                                                                                        | Judo                | Clase abierta M                 |
| Thomas Fahrner                                                                                         | Natación            | 200 m libre M                   |
| Stefan Pfeiffer                                                                                        | Natación            | 1500 m libre M                  |
| Karin Seick                                                                                            | Natación            | 100 m mariposa F                |
| Ina Beyermann                                                                                          | Natación            | 200 m mariposa F                |
| Petra Zindler                                                                                          | Natación            | 400 m estilos F                 |
| Susanne Schuster Christiane Pielke Karin Seick Iris Zscherpe                                           | Natación            | 4 × 100 m libre F               |
| Josefa Idem Barbara Schüttpelz                                                                         | Piragüismo          | K2 500 m F                      |
| Ellen Becker Iris Völkner                                                                              | Remo                | Dos sin timonel (W2-) F         |
| Equipo                                                                                                 | Waterpolo           | Torneo M                        |